# Mondescourt
Mondescourt és un municipi francès, situat al departament de l'Oise i a la regió dels Alts de França. L'any 2007 tenia 269 habitants.

## Demografia

### Població
El 2007 la població de fet de Mondescourt era de 269 persones. Hi havia 108 famílies de les quals 24 eren unipersonals (8 homes vivint sols i 16 dones vivint soles), 36 parelles sense fills, 40 parelles amb fills i 8 famílies monoparentals amb fills.
La població ha evolucionat segons el següent gràfic:
Habitants censats

### Habitatges
El 2007 hi havia 117 habitatges, 107 eren l'habitatge principal de la família, 6 eren segones residències i 3 estaven desocupats. 116 eren cases i 1 era un apartament. Dels 107 habitatges principals, 99 estaven ocupats pels seus propietaris, 6 estaven llogats i ocupats pels llogaters i 2 estaven cedits a títol gratuït; 2 tenien dues cambres, 25 en tenien tres, 27 en tenien quatre i 53 en tenien cinc o més. 82 habitatges disposaven pel capbaix d'una plaça de pàrquing. A 47 habitatges hi havia un automòbil i a 50 n'hi havia dos o més.

### Piràmide de població
La piràmide de població per edats i sexe el 2009 era:
| Homes | Edats   | Dones |
| ----- | ------- | ----- |
| 0     | 95 o +  | 0     |
| 4     | 90 a 94 | 0     |
| 0     | 85 a 89 | 4     |
| 0     | 80 a 84 | 0     |
| 0     | 75 a 79 | 4     |
| 16    | 70 a 74 | 0     |
| 4     | 65 a 69 | 8     |
| 12    | 60 a 64 | 16    |
| 4     | 55 a 59 | 0     |
| 4     | 50 a 54 | 12    |
| 12    | 45 a 49 | 4     |
| 8     | 40 a 44 | 12    |
| 12    | 35 a 39 | 20    |
| 16    | 30 a 34 | 4     |
| 4     | 25 a 29 | 8     |
| 4     | 20 a 24 | 4     |
| 16    | 15 a 19 | 8     |
| 12    | 10 a 14 | 16    |
| 8     | 5 a 9   | 0     |
| 16    | 0 a 4   | 8     |

## Economia
El 2007 la població en edat de treballar era de 172 persones, 127 eren actives i 45 eren inactives. De les 127 persones actives 112 estaven ocupades (66 homes i 46 dones) i 15 estaven aturades (6 homes i 9 dones). De les 45 persones inactives 18 estaven jubilades, 12 estaven estudiant i 15 estaven classificades com a «altres inactius».

### Ingressos
El 2009 a Mondescourt hi havia 109 unitats fiscals que integraven 281 persones, la mediana anual d'ingressos fiscals per persona era de 16.671 €.

### Activitats econòmiques
Dels 7 establiments que hi havia el 2007, 2 eren d'empreses de fabricació d'altres productes industrials i 5 d'empreses de construcció.
Dels 4 establiments de servei als particulars que hi havia el 2009, 1 era un guixaire pintor, 1 fusteria i 2 lampisteries.
L'any 2000 a Mondescourt hi havia 3 explotacions agrícoles.

## Equipaments sanitaris i escolars
El 2009 hi havia una escola elemental integrada dins d'un grup escolar amb les comunes properes formant una escola dispersa.

## Poblacions més properes
El següent diagrama mostra les poblacions més properes.